# Modena Football Club 1999-2000
Questa pagina raccoglie le informazioni riguardanti il Modena Football Club nelle competizioni ufficiali della stagione 1999-2000.

## Stagione
Nella stagione a cavallo del secolo 1999-2000 il Modena ha disputato il girone A del campionato di Serie C1, con 41 punti si è piazzato in undicesima posizione di classifica. La stagione è iniziata con il tecnico Sergio Santarini, sostituito a fine di novembre, dopo la sconfitta (2-0) di Lucca da Gianni De Biasi, al termine del girone di andata il Modena ha virato con solo 18 punti, mentre il bottino del girone di ritorno è stato di 23 punti. Il torneo è stato vinto dal Siena con 58 punti che ha ottenuto la promozione diretta in Serie B, mentre il Cittadella è salito tra i cadetti avendo vinto i Play-off. Nella Coppa Italia di Serie C i canarini hanno disputato il girone F di qualificazione, che ha promosso ai sedicesimi di finale Spezia e Sassuolo.

## Rosa
| N. |                   | Ruolo | Calciatore           |
| -- | ----------------- | ----- | -------------------- |
|    | Italia (bandiera) | C     | Angelo Affatigato    |
|    | Italia (bandiera) | D     | Simone Altobelli     |
|    | Italia (bandiera) | C     | Giuseppe Anaclerio   |
|    | Italia (bandiera) | D     | Paolo Ardenghi       |
|    | Italia (bandiera) | P     | Andrea Armellini     |
|    | Italia (bandiera) | C     | Alessandro Arricca   |
|    | Italia (bandiera) | A     | Girolamo Bizzarri    |
|    | Italia (bandiera) | C     | Giuseppe Brescia     |
|    | Italia (bandiera) | A     | Andrea Cecchini      |
|    | Italia (bandiera) | D     | Massimiliano Corrado |
|    | Italia (bandiera) | C     | Gianluca De Angelis  |
|    | Italia (bandiera) | D     | Andrea Di Cintio     |
|    | Italia (bandiera) | C     | Augusto Di Muri      |

| N. |                   | Ruolo | Calciatore         |
| -- | ----------------- | ----- | ------------------ |
|    | Italia (bandiera) | D     | Gianluca Gibellini |
|    | Italia (bandiera) | C     | Mario Lemme        |
|    | Italia (bandiera) | A     | Simone Malatesta   |
|    | Italia (bandiera) | A     | Paolo Mandelli     |
|    | Italia (bandiera) | D     | Marcello Marrocco  |
|    | Italia (bandiera) | D     | Mauro Mayer        |
|    | Italia (bandiera) | P     | Maurizio Monguzzi  |
|    | Italia (bandiera) | P     | Gabriele Paoletti  |
|    | Italia (bandiera) | C     | Fausto Pari        |
|    | Italia (bandiera) | A     | Michele Pietranera |
|    | Italia (bandiera) | A     | Roberto Putelli    |
|    | Italia (bandiera) | C     | Massimo Scoponi    |
|    | Italia (bandiera) | C     | Matteo Solari      |

## Risultati

### Campionato

#### Girone di andata
| Arbitro: | Belloli (Bergamo) |

|            |           |                   |
| Rosati 17’ | Marcatori | 27’, 32’ Bizzarri |

| Arbitro: | Ferone (Terni) |

|                |           |          |
| Affatigato 26’ | Marcatori | 76’ Zago |

| Arbitro: | Ardito (Bari) |

|  |           |                                      |
|  | Marcatori | 3’ Arricca 27’ Bizzarri 54’ Cecchini |

| Arbitro: | Ardito (Bari) |

|             |           |                          |
| Mandelli 2’ | Marcatori | 34’ Soncin 90+3’ Fantini |

| Arbitro: | Palanca (Roma) |

|  |           |              |
|  | Marcatori | 22’ M. Vieri |

| Arbitro: | Ambrosino (Torre del Greco) |

|                          |           |  |
| Del Prato 35’ Groppi 45’ | Marcatori |  |

| Modena 17 ottobre 1999 7ª giornata | Modena            | 0 – 0 | Pisa | Stadio Alberto Braglia\| Arbitro: \| Ferraro (Crotone) \| |
| Arbitro:                           | Ferraro (Crotone) |       |      |                                                           |

| Arbitro: | Lambertini (Bologna) |

|                         |           |              |
| Borneo 33’ Lucchini 67’ | Marcatori | 49’ Bizzarri |

| Modena 7 novembre 1999 9ª giornata | Modena             | 0 – 0 | SPAL | Stadio Alberto Braglia\| Arbitro: \| Palmieri (Cosenza) \| |
| Arbitro:                           | Palmieri (Cosenza) |       |      |                                                            |

| Arbitro: | Cirone (Palermo) |

|                                 |           |  |
| Bettoni 27’ Colacone 83’ (rig.) | Marcatori |  |

| Arbitro: | Trefoloni (Siena) |

|              |           |                 |
| Cecchini 83’ | Marcatori | 12’ S. Citterio |

| Arbitro: | Cruciani (Pesaro) |

|                                  |           |  |
| Orocini 51’ (rig.) A. Pagano 87’ | Marcatori |  |

| Arbitro: | Niccolai (Livorno) |

|              |           |  |
| Bizzarri 14’ | Marcatori |  |

| Arbitro: | Angrisani (Salerno) |

|            |           |                  |
| Protti 18’ | Marcatori | 90+2’ Affatigato |

| Arbitro: | Nigro (Torre del Greco) |

|                         |           |              |
| Brescia 70’ Putelli 90’ | Marcatori | 35’ Vascotto |

| Lecco 23 dicembre 1999 16ª giornata | Lecco               | 0 – 0 | Modena | Stadio Rigamonti-Ceppi\| Arbitro: \| Benedetti (Vicenza) \| |
| Arbitro:                            | Benedetti (Vicenza) |       |        |                                                             |

| Arbitro: | Ferrari (Roma) |

|  |           |                                            |
|  | Marcatori | 39’ Granozi 43’ Stringardi 83’ Paco Soares |

#### Girone di ritorno
| Arbitro: | Battistella (Conegliano) |

|                    |           |  |
| Putelli 80’ (rig.) | Marcatori |  |

| Arbitro: | Niccolai (Livorno) |

|                                      |           |  |
| Andreini 4’ Gorini 31’ Cavicchia 68’ | Marcatori |  |

| Arbitro: | Ponzalli (Firenze) |

|              |           |             |
| Bizzarri 54’ | Marcatori | 78’ Comazzi |

| Arbitro: | Belloli (Bergamo) |

|  |           |            |
|  | Marcatori | 25’ Solari |

| Arbitro: | Cannella (Palermo) |

|              |           |                     |
| Zampagna 88’ | Marcatori | 84’ (rig.) Cecchini |

| Modena 13 febbraio 2000 23ª giornata | Modena            | 0 – 0 | AlbinoLeffe | Stadio Alberto Braglia\| Arbitro: \| G. Rossi (Rimini) \| |
| Arbitro:                             | G. Rossi (Rimini) |       |             |                                                           |

| Arbitro: | Morganti (Ascoli Piceno) |

|  |           |                         |
|  | Marcatori | 3’ (rig.), 61’ Bizzarri |

| Arbitro: | De Marco (Chiavari) |

|                     |           |                  |
| Bizzarri 46’ (rig.) | Marcatori | 45+1’ Castellini |

| Ferrara 12 marzo 2000 26ª giornata | SPAL          | 0 – 0 | Modena | Stadio Paolo Mazza\| Arbitro: \| Ardito (Bari) \| |
| Arbitro:                           | Ardito (Bari) |       |        |                                                   |

| Modena 19 marzo 2000 27ª giornata | Modena              | 0 – 0 | Lucchese | Stadio Alberto Braglia\| Arbitro: \| Benedetti (Vicenza) \| |
| Arbitro:                          | Benedetti (Vicenza) |       |          |                                                             |

| Arbitro: | Morganti (Ascoli Piceno) |

|                                         |           |  |
| Trocini 23’ Beretta 31’ S. Citterio 71’ | Marcatori |  |

| Arbitro: | Amato (Castellammare di Stabia) |

|              |           |  |
| Bizzarri 64’ | Marcatori |  |

| Arbitro: | Dattilo (Locri) |

|            |           |           |
| Oldoni 81’ | Marcatori | 48’ Mayer |

| Arbitro: | Ioseffi (Siena) |

|                      |           |                   |
| Vanigli 90+2’ (aut.) | Marcatori | 40’ (rig.) Protti |

| Arbitro: | Ardito (Bari) |

|  |           |             |
|  | Marcatori | 58’ Di Muri |

| Arbitro: | Belloli (Bergamo) |

|  |           |              |
|  | Marcatori | 56’ Giaretta |

| Arbitro: | Niccolai (Livorno) |

|                 |           |  |
| Di Terlizzi 52’ | Marcatori |  |

### Coppa Italia di Serie C

#### Girone F
| 22 agosto 1999 1ª giornata |  | – Turno di riposo Modena |  |  |

| Arbitro: | Valensin (Milano) |

|  |           |               |
|  | Marcatori | 34’ Tomaselli |

| Arbitro: | Maselli (Lucca) |

|                             |           |              |
| Zamboni 22’ De Vincenzo 33’ | Marcatori | 87’ Cecchini |

| Arbitro: | G. Rossi (Rimini) |

|                             |           |                                |
| Pietranera 21’ Cecchini 61’ | Marcatori | 6’ Morandini 74’ M. Pellegrini |

| Arbitro: | Liberti (Genova) |

|                            |           |  |
| L. Alberti 3’ Giribone 47’ | Marcatori |  |